# Schellenberger Forst
Schellenberger Forst är ett kommunfritt område i Landkreis Berchtesgadener Land i Regierungsbezirk Oberbayern i förbundslandet Bayern i Tyskland.